# Fatuma
Fatuma (teatralmente Hadithi za Kumekucha: Fatuma ), es una película dramática tanzana de 2018 dirigida por Jordan Riber y coproducida por el propio director con sus hermanos; John Riber y Louise Riber. Es la secuela de su primer largometraje Hadithi za Kumekucha: TUNU. Está protagonizada por Beatrice Taisamo en el papel principal junto con Ayoub Bombwe y Cathryn Credo en papeles de apoyo.

## Sinopsis
Una mujer enfrenta distintos desafíos cuando un hombre interfiere en la vida de su hija. 
La historia está influenciada por el programa de radio 'Kumekucha' emitido en Tanzania en 2016 y 2017.

## Recepción
Recibió elogios de la crítica y ganó varios premios en festivales de cine internacionales. Ganó cuatro premios en la categoría especial de Películas Suajili en el Festival de Cine de Zanzíbar 2018 en las categorías Mejor Película, Mejor Actriz, Mejor Director y Mejor Fotografía. La actriz Catherine Credo ganó el premio a la mejor actriz y Jordan Riber ganó el premio al mejor director.